# Eurofima
L'Eurofima, acronimo di Europäische Gesellschaft zur Finanzierung von Eisenbahnmaterial (Società europea per il finanziamento del materiale ferroviario), è una società finanziaria con sede a Basilea, fondata il 20 novembre 1956.

## Premesse

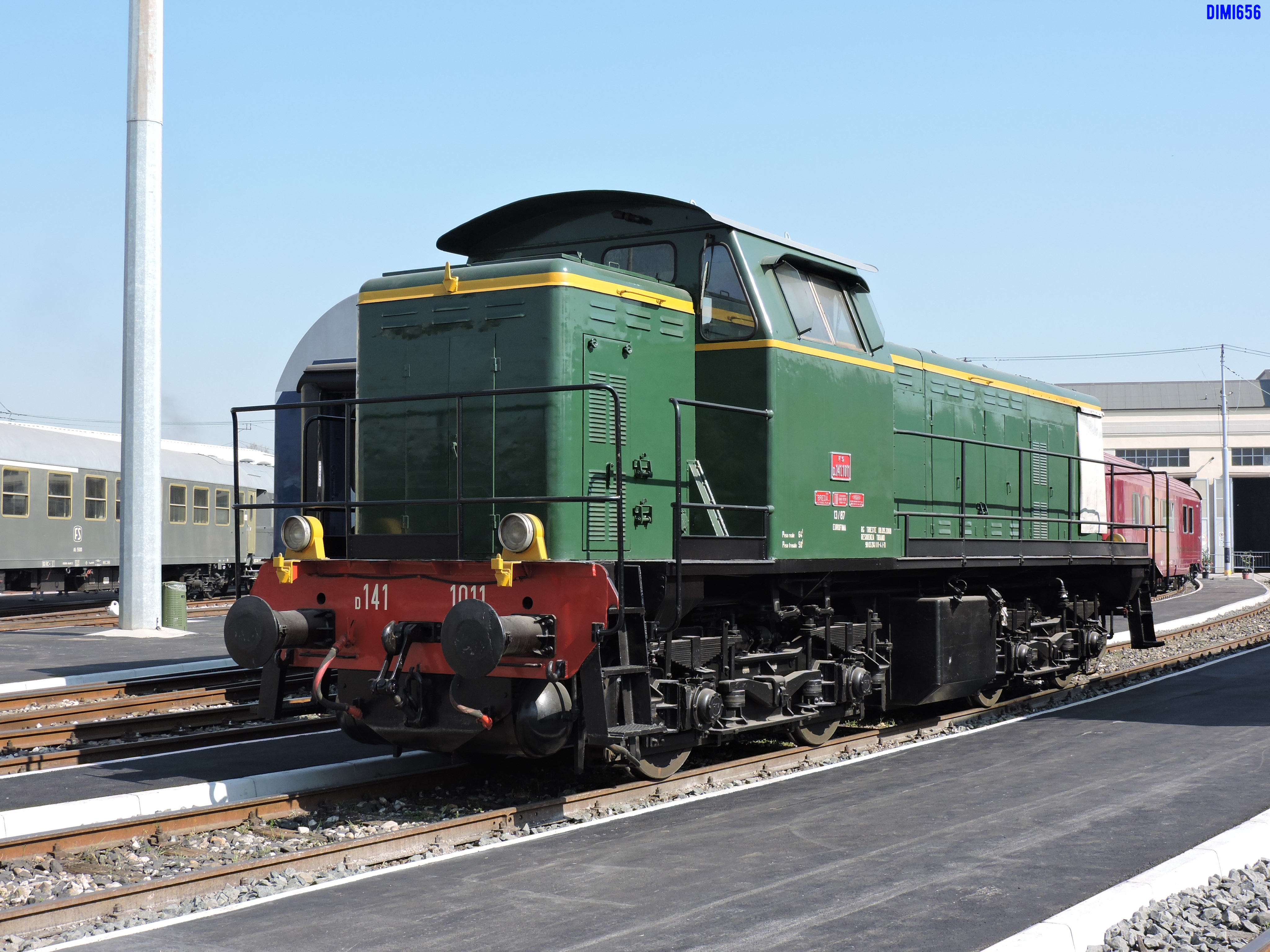
La locomotiva FS D.141.1011 restaurata ed esposta all'interno della ex Squadra Rialzo di Milano Centrale il 23 marzo 2019. Il restauro, nello schema di verniciatura dell'epoca della consegna all'esercizio, ha contemplato la riverniciatura dell'iscrizione "Eurofima" visibile sul fianco della cabina di guida, applicato a tutti i veicoli acquistati col finanziamento della società e che veniva mantenuto fino al completamento dei pagamenti da parte delle aziende ferroviarie.

Il crescente costo d'acquisto a nuovo del materiale rotabile ferroviario e l'esigenza, sostenuta dall'UIC, di una sua crescente standardizzazione che consentisse una riduzione degli oneri di manutenzione e una semplificazione delle procedure d'esercizio, spinse i Governi e le amministrazioni ferroviarie dei sedici Paesi partecipanti alla Conferenza Europea dei Ministri dei Trasporti a costituire un ente internazionale avente per scopo l'acquisto di materiale rotabile, che poi sarebbe stato messo a disposizione delle aziende ad esso aderenti.

## Storia e attività societarie
Aderirono all'Eurofima fin dalla sua costituzione quali azioniste le Ferrovie Federali tedesco-occidentali (DB), la Società Nazionale delle Ferrovie Francesi (SNCF), le Ferrovie dello Stato italiane (FS), la Società Nazionale delle Ferrovie Belghe (SNCB), le Ferrovie Olandesi (NS), la Rete Nazionale delle Ferrovie Spagnole (RENFE), le Ferrovie Federali Svizzere (FFS), la Comunità delle Ferrovie Jugoslave (JŽ), le Ferrovie dello Stato Svedesi (SJ), la Società Nazionale delle Ferrovie Lussemburghesi (CFL), le Ferrovie federali Austriache (ÖBB), la Compagnia delle Ferrovie Portoghesi (CP), le Ferrovie dello Stato Greche (OSE), le Ferrovie Statali della Repubblica Turca (TCDD), le Ferrovie dello Stato Danesi (DSB) e le Ferrovie dello Stato Norvegesi (NSB).
L'Eurofima si procura i capitali necessari alla propria attività, indipendenti dal proprio capitale sociale, sui mercati nazionali di capitale (prevalentemente europei) e su quello internazionale europeo. Essa acquista il materiale rotabile direttamente, tramite gare internazionali, o per il tramite delle aziende ferroviarie a essa aderenti, che lo ricevono tramite contratti di leasing o a credito. Detto materiale resta di proprietà dell'Eurofima fino al completamento dei pagamenti da parte delle aziende acquirenti.
Fino al 31 dicembre 1973 tramite l'Eurofima erano stati acquistati: 287 complessi automotori, 1.304 locomotive, 1.242 carrozze e 30.310 carri.
Tra i materiali acquistati dalle FS si citano le locomotive D.141 e le carrozze Eurofima.